# Соник (певица)
Сони́к (англ. Sonique; настоящее имя — Соня Марина Кларк (англ. Sonia Marina Clarke; 21 июня 1965, Лондон) — британская певица и диджей.

## Биография

### 1965—1985: Ранние годы
Соня Кларк родилась в Крауч-Энде, в семье выходцев из Тринидада. Первой записью, которую она купила, была композиция Донны Саммер «I Feel Love». Когда Sonique было шестнадцать лет, её мама вновь вышла замуж и вернулась на Тринидад. Соня отказалась переезжать вместе с матерью, двумя братьями и двумя сёстрами и вместо этого примкнула к американской волонтёрской организации YMCA.

### 1985—1991: Начало музыкальной карьеры
Когда Соне исполнилось семнадцать лет, один из молодёжных работников отметил, что у неё имеются хорошие вокальные данные и предложил ей использовать их по назначению. Тогда же она вошла в состав рэгги-группы 'Fari', для которой впоследствии писала всю музыку. После распада коллектива у Sonique появилась возможность подписать контракт на запись с местным звукозаписывающим лейблом.
В 1985 году Sonique выпустила сингл «Let Me Hold You», который был записан на лейбле Cooltempo Records. Синглу удалось попасть в Top 40 чарта UK Dance Chart.
В 1990 году певица появилась в треке «Zombie Mantra», вошедшего в дебютный альбом проекта Уильяма Орбита, Bass-O-Matic — Set the Controls for the Heart of the Bass. После этого она сотрудничала с диджеем Марком Муром, для которого исполняла вокальные партии в проекте S'Express. Их данс-поп-дуэт сумел попасть в UK Singles Chart благодаря синглу «Nothing to Lose». Позднее, как утверждала Sonique, после распада S’Express, Марк подарил ей набор проигрывателей и микшер, с которыми певица стала экспериментировать.

### 1997—2001: Карьера диджея
В последующие три года Соня продолжала появляться на концертах Марка Мура и своего друга детства Джаджа Джулза. В конце концов она подписала контракт с лондонским лейблом Serious Records, где записала свой первый сольный сингл «I Put A Spell On You», который был спродюсирован Крисом Алленом и бывшим клавишником группы Wang Chung — Греймом Плитом. С 1997 по 1999 годы она регулярно выступала в клубах Ивисы.
В 1998 году Кларк привлекла внимание британского лейбла Fantazia и была приглашена записать миксы на их альбом Fantazia British Anthems Summertime. Альбом получил золотой статус в Великобритании.
В том же 1998 году Sonique записала свой дебютный сольный альбом «Hear My Cry». В мае 2000 года, когда альбом был выпущен, хит-сингл «It Feels So Good» занял первое место в британском чарте и продержался там три недели. После 14 недель нахождения в Топ-40 песня стала третьим в Соединённом королевстве самым продаваемым синглом за весь 2000 год. В 2001 году после успеха «It Feels So Good» Соник сообщила, что планирует оставить карьеру диджея ради карьеры певицы. После выхода альбома Born to Be Free Sonique возвращалась к диджейству только в отдельных случаях.

### 2002—2006:On Kosmo
В 2004 году Sonique анонсировала свой новый альбом On Kosmo. Первый выпущенный с него сингл «Another World» достиг 57 места в Германии. Следующий сингл «Why» (выпущен весной 2005 года) в той же Германии сумел достичь лишь 90 места.
Третьим синглом должна была стать песня «Alone», но когда дата релиза альбома была перенесена, выпуск сингла также был отсрочен. С объявлением новой даты релиза — 29 сентября 2006 года, стало известно о том, что главным синглом диска будет трек «Sleezy». Однако дата релиза альбома как сингла была вновь перенесена. В итоге альбом был выпущен лишь 13 ноября 2006 года и не смог попасть в чарты Великобритании. Однако несмотря на всё это певица была приглашена на церемонию The World Music Awards 2006, которая проходила в Англии.

### 2009 — настоящее:A New Era
В 2007 году Sonique сообщила, что будет продолжать тур по Европе в поддержку альбома On Kosmo, несмотря на то что он провалился в чартах. В то же время она работала и над новым материалом, хотя к тому моменту уже имела незавершённый альбом, релиз которого должен был состояться летом 2009 года. Утечка в сети некоторых материалов, над которыми Sonique работала, произошла 5 октября 2008. В результате этого в сети была выложена новая песня «Better Than That». Благодаря хорошим отзывам в интернете новый трек оказался на сайтах для легального скачивания.
В июне 2009 года у певицы был диагностирован рак молочной железы. Ей была сделана операция в одной из лондонских клиник. После этого Sonique пять месяцев проходила курс химиотерапии. Вернувшись к музыкальной деятельности в 2010 году, Соник записала кавер-версию песни Синди Лопер Girls Just Want To Have Fun, которая была выпущена в поддержку благотворительного фонда Cancer Research UK.
23 октября 2009 года на канале YouTube появилось видео на новую песню «World of Change».
В 2011 году на лейбле ZYX состоялся релиз альбома «Sweet Vibrations», который включал такие ранее выпущенные по отдельности синглы, как «Better Than That» и ту же «World of Change».

## Награды
- British Anthems Summertime (1998)
- Best British Female Solo Award
- Hit 2000 Award — Ivor Novello — «It Feels So Good»
- Dance Star

## Дискография

### Альбомы
| Название                                                                                        | История релиза                                                                                         | Позиция в чартах | Позиция в чартах | Позиция в чартах | Позиция в чартах | Позиция в чартах | Позиция в чартах | Позиция в чартах | Позиция в чартах | Позиция в чартах | Позиция в чартах | Сертификации                          |
| Название                                                                                        | История релиза                                                                                         | UK               | AUT              | FRA              | GER              | IRE              | NOR              | NZ               | SWE              | SWI              | US               | Сертификации                          |
| ----------------------------------------------------------------------------------------------- | --- | ---------------- | ---------------- | ---------------- | ---------------- | ---------------- | ---------------- | ---------------- | ---------------- | ---------------- | ---------------- | ------------------------------------- |
| Hear My Cry                                                                                     | - Выпущен: 15 февраля 2000 - Лейбл: Serious, Universal - Формат: CD, LP, кассета, цифровая дистрибуция | 6                | 9                | 120              | 17               | 45               | 12               | 20               | 10               | 2                | 67               | - BPI: Платиновый - IFPI SWI: Золотой |
| Born to Be Free                                                                                 | - Выпущен: 20 мая 2003 - лейбл: Serious, Universal - Формат: CD, LP,кассета, цифровая дистрибуция      | 142              | -                | -                | 97               | -                | -                | -                | -                | -                | —                |                                       |
| On Kosmo                                                                                        | - Выпущен: 13 сентября 2006 - Лейбл: Kosmo - Формат: CD, цифровая дистрибуция                          | -                | -                | -                | -                | -                | -                | -                | -                | -                | —                |                                       |
| Sweet Vibrations                                                                                | - Выпущен: 28 января 2011 - Лейбл: ZYX - Формат: CD, цифровая дистрибуция                              | -                | -                | -                | -                | -                | -                | -                | -                | -                | —                |                                       |
| «—» Данный символ обозначает, что диск не попал в чарты или не был выпущен в какой-либо стране. | |                  |                  |                  |                  |                  |                  |                  |                  |                  |                  |                                       |

### Синглы
| Название                                                                                         | Год  | Позиция | Позиция | Позиция | Позиция | Позиция | Позиция | Позиция | Позиция | Позиция | Позиция | Сертификации | Альбом            |
| Название                                                                                         | Год  | UK      | AUT     | FRA     | GER     | IRE     | NOR     | NZ      | SWE     | SWI     | US      | Сертификации | Альбом            |
| ------------------------------------------------------------------------------------------------ | ---- | ------- | ------- | ------- | ------- | ------- | ------- | ------- | ------- | ------- | ------- | --- | ----------------- |
| «Let Me Hold You»                                                                                | 1985 | 99      | -       | -       | -       | -       | -       | -       | -       | -       | —       | | Неальбомный сингл |
| «I Put a Spell on You»[A]                                                                        | 1998 | 8       | -       | -       | 70      | 18      | -       | -       | 28      | 44      | —       | | Hear My Cry       |
| «It Feels So Good»[B]                                                                            | 1998 | 1       | 2       | 8       | 2       | 2       | 1       | 7       | 3       | 2       | 8       | - BPI: Платиновый - BVMI: Золотой - IFPI NOR: Платиновый - IFPI SWE: Платиновый - IFPI SWI: Золотой - SNEP: Серебряный | Hear My Cry       |
| «Sky»                                                                                            | 2000 | 2       | 8       | 22      | 28      | 10      | 6       | 48      | 13      | 18      | —       | | Hear My Cry       |
| «Can’t Make Up My Mind»                                                                          | 2003 | 17      | -       | -       | -       | -       | -       | -       | -       | -       | —       | | Born to Be Free   |
| «Alive»                                                                                          | 2003 | 70      | 33      | -       | 39      | -       | -       | -       | -       | 80      | —       | | Born to Be Free   |
| «Another World» (совместно с Tomcraft)                                                           | 2004 | -       | 75      | -       | 57      | -       | -       | -       | -       | -       | —       | | Sonique on Kosmo  |
| «Why»                                                                                            | 2005 | -       | -       | -       | 90      | -       | -       | -       | -       | -       | —       | | Sonique on Kosmo  |
| «Sleezy»                                                                                         | 2006 | -       | -       | -       | -       | -       | -       | -       | -       | -       | —       | | Sonique on Kosmo  |
| «Better Than That»                                                                               | 2009 | -       | -       | -       | -       | -       | -       | -       | -       | -       | —       | | Sweet Vibrations  |
| «World of Change»                                                                                | 2009 | -       | -       | -       | -       | -       | -       | -       | -       | -       | —       | | Sweet Vibrations  |
| «Only You» (совместно с Полом Моррелом)                                                          | 2010 | -       | -       | -       | -       | -       | -       | -       | -       | -       | —       | | Неальбомный сингл |
| «What You’re Doin» (совместно с Полом Моррелом)                                                  | 2011 | -       | -       | -       | -       | -       | -       | -       | -       | -       | —       | | Неальбомный сингл |
| «Tonight»                                                                                        | 2011 | -       | -       | -       | -       | -       | -       | -       | -       | -       | —       | | Неальбомный сингл |
| «Carry On» (совместно с Johnny Gerontakis)                                                       | 2013 | -       | -       | -       | -       | -       | -       | -       | -       | -       | —       | | Неальбомный сингл |
| «Don’t Put Me Down»                                                                              | 2017 | -       | -       | -       | -       | -       | -       | -       | -       | -       | —       | | Неальбомный сингл |
| «Feels So Good» (совместно с Ramiro)                                                             | 2017 | -       | -       | -       | -       | -       | -       | -       | -       | -       | −       | | Неальбомный сингл |
| «Melody» (с Мауро Пикотто)                                                                       | 2018 | -       | -       | -       | -       | -       | -       | -       | -       | -       | −       | |                   |
| «Shake» (совместно с Power of Muzik)                                                             | 2019 | -       | -       | -       | -       | -       | -       | -       | -       | -       | −       | |                   |
| «—» Данный символ обозначает, что сингл не попал в чарты или не был выпущен в какой-либо стране. |      |         |         |         |         |         |         |         |         |         |         | |                   |